# Teoria de Yang-Mills
A teoria de Yang-Mills é uma teoria de gauge com base no grupo SU(n), ou mais geralmente qualquer compacto, grupo de Lie semissimples. A teoria de Yang-Mills procura descrever o comportamento das partículas elementares usando esse grupo de Lie não abelianos e ela está no centro da unificação da força fraca e a força eletromagnética (ou seja, U(1)xSU(2)), bem como a cromodinâmica quântica, a teoria da força forte (baseado em SU (3)). Assim, forma a base da nossa compreensão atual da física de partículas, o modelo padrão.